# Formicoxenini
Formicoxenini – dawniej wyróżniane plemię mrówek z podrodziny Myrmicinae.
Plemię kosmopolityczne, ale największą różnorodność osiąga w strefie umiarkowanej i subtropikalnej półkuli północnej.
Wyniki analiz filogenetycznych opublikowane w 2015 roku przez Philipa S. Warda pozwoliły podzielić Myrmicinae na 6 głównych kladów o randze plemion. W tym systemie Formicoxenini nie są już wyróżniane, a większość zaliczanych do nich rodzajów klasyfikowana jest w Crematogastrini.

## Rodzaje
Zaliczano doń 24 opisanych rodzajów:
- Ankylomyrma Bolton, 1973
- Atopomyrmex Andre, 1889
- Cardiocondyla Emery, 1869
- Chalepoxenus Menozzi, 1923
- Dilobocondyla Santschi, 1910
- Doronomyrmex Kutter, 1945
- Epimyrma Emery, 1915
- Formicoxenus Mayr, 1855
- Harpagoxenus Forel, 1893
- Ireneopone Donisthorpe, 1946
- Leptothorax Mayr, 1855
- Paratopula Wheeler, 1919
- Peronomyrmex Viehmeyer, 1922
- Podomyrma Smith, 1859
- Poecilomyrma Mann, 1921
- Protomognathus Wheeler, 1905
- Romblonella Wheeler, 1935
- Rotastruma Bolton, 1991
- Stereomyrmex Emery, 1901
- Stigmomyrmex Mayr, 1868
- Terataner Emery, 1912
- Tricytarus Donisthorpe, 1947
- Vombisidris Bolton, 1991
- Willowsiella Wheeler, 1934